# Twierdza Iwangorodzka

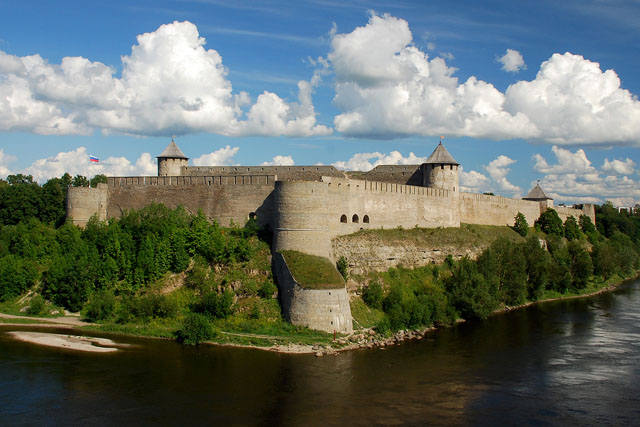

Twierdza Iwangorodzka – XV-wieczna, rozbudowywana w XVI i XVII w. forteca w Iwangorodzie nad Narwą.  

## Historia
Budowę twierdzy rozpoczęto w 1492 r. na rozkaz wielkiego księcia moskiewskiego Iwana III. Warowny zamek, który w założeniach budowniczych miał bronić granicy moskiewsko-inflanckiej, został usytuowany na wzgórzu oblanym z trzech stron wodami rzeki Narwy. Twierdza w związku z tym zajmowała wyjątkowo ograniczony obszar i nie mogła pomieścić licznego garnizonu, co więcej atakujące wojska mogły zająć pozycje na przestrzeni między rzeką a murem twierdzy. W rezultacie już w 1496 r. twierdza została zdobyta przez Szwedów po jednodniowym oblężeniu. Szwedzi opuścili jednak Iwangorod, dowiedziawszy się o nadchodzących rosyjskich posiłkach.

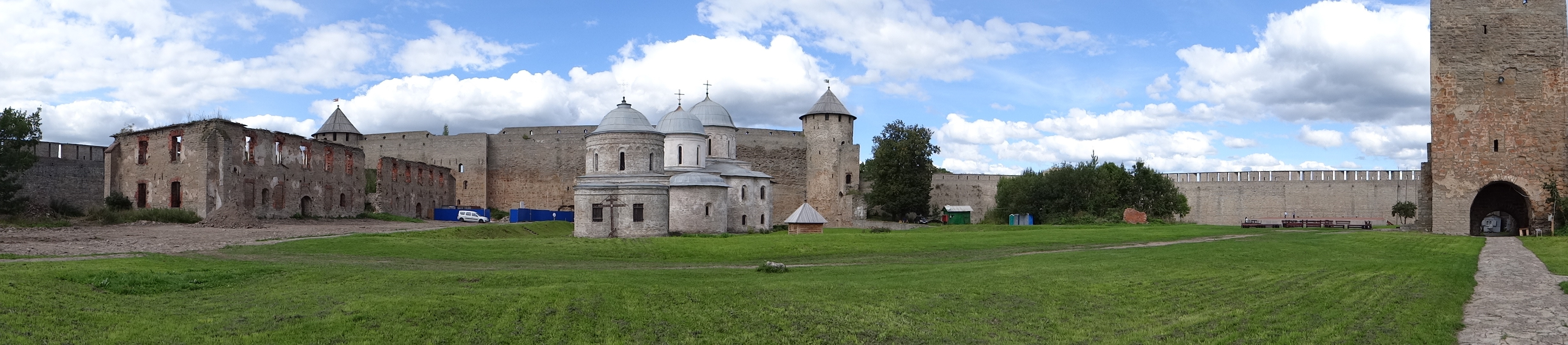
Wielki Bojarski Dwór (gród) z cerkwiami Zaśnięcia Matki Bożej i św. Mikołaja

Pod wrażeniem tej klęski Iwan III polecił Iwanowi Gundorowi oraz Michaiłowi Klapinowi przebudowę twierdzy i jej powiększenie. Kompleks obronny rozbudowano od strony wschodniej. Nową część fortecy nazwano Wielkim Dworem (lub grodem) Bojarskim. Był on wzniesiony na planie prostokąta, z trzema basztami w narożnikach, wzniesionymi na planie kwadratów. Na terenie twierdzy wzniesiono dwie cerkwie: Zaśnięcia Matki Bożej oraz św. Mikołaja. W 1502 r. rozbudowana Twierdza Iwangorodzka wytrzymała szwedzkie oblężenie. Pięć lat później twierdzę otoczono dodatkowymi murami i basztami, by dodatkowo wzmocnić ją od strony rzeki. W odpowiedzi na rozbudowę Iwangorodu po drugiej stronie rzeki wzniesiono basztę Długi Herman. Po raz ostatni Twierdzę Iwangorodzką powiększono ją na początku XVII w., od strony północnej, o część nazwaną Przednim Miastem.

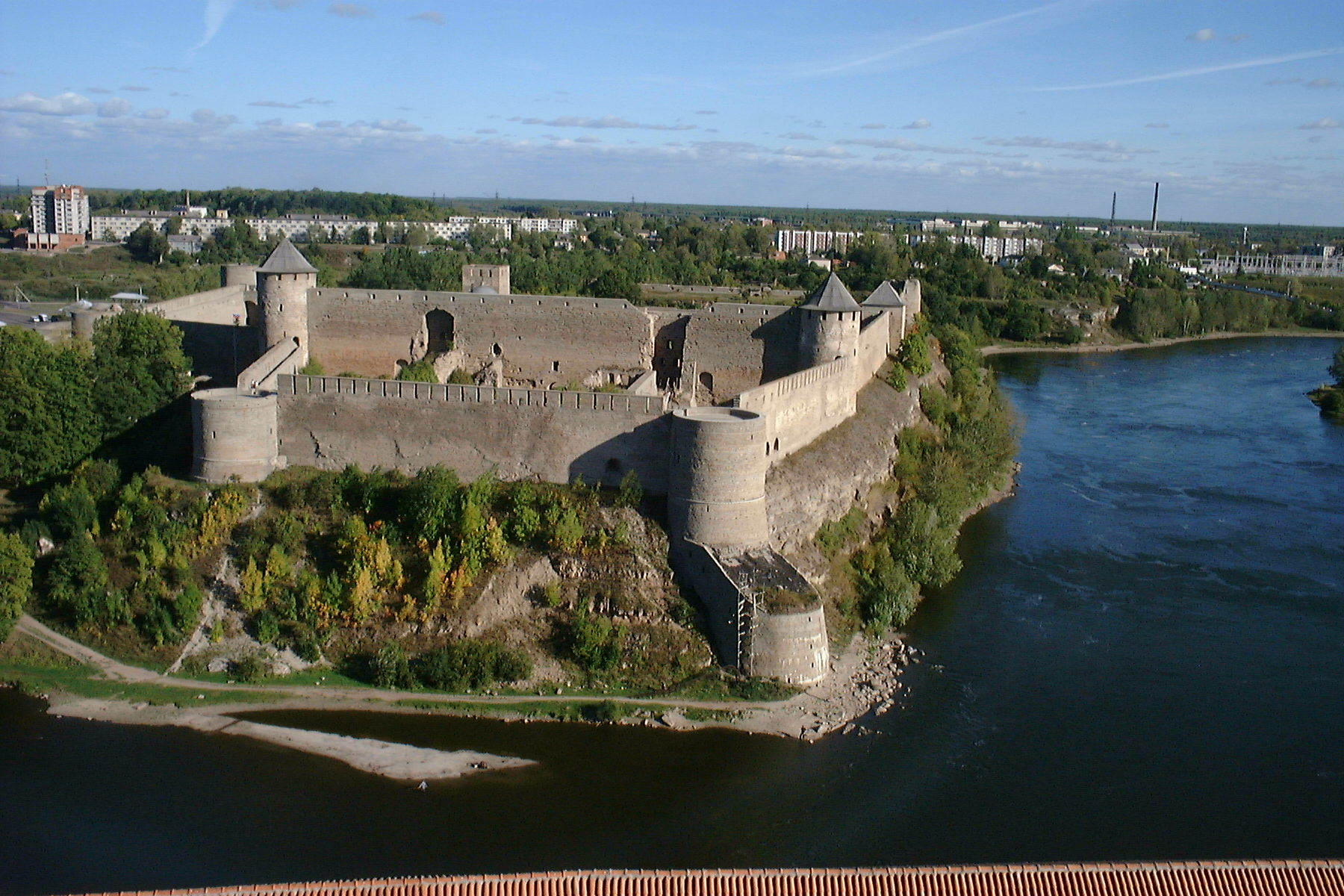

W 1583 r. Szwedzi zajęli Twierdzę Iwangorodzką i utrzymywali ją do 1595 r. W 1613 r. Iwangorod został zajęty ponownie. Rosja odzyskała twierdzę podczas III wojny północnej, w 1704 r., tydzień po zdobyciu położonej na drugim brzegu Narwy. Cerkwie na terenie fortecy w okresie panowania szwedzkiego pełniły funkcje kościołów luterańskich. W 1744 r. biskup pskowski Stefan ponownie konsekrował je na świątynie prawosławne. 
Twierdza została poważnie zniszczona podczas II wojny światowej. Niemcy wysadzili w powietrze większość zachowanych baszt, obiekt poniósł również straty w wyniku radzieckich ostrzałów artyleryjskich i bombardowań lotniczych w 1944 r. W latach 1964–1984 twierdza została odrestaurowana; od 1960 r. posiada status zabytku o znaczeniu federalnym. Kompleks przeszedł gruntowny remont na początku XXI w.
Na terenie twierdzy działa od 1984 r. muzeum.